# Benjamin Proud
Benjamin Ross Proud (conocido como Ben Proud; Londres, 21 de septiembre de 1994) es un deportista británico que compite en natación, especialista en los estilos libre y mariposa.
Participó en tres Juegos Olímpicos de Verano, obteniendo una medalla de plata en París 2024, en la prueba de 50 m libre, el cuarto lugar en Río de Janeiro 2016 y el sexto en Tokio 2020, en la misma prueba.
Ganó seis medallas en el Campeonato Mundial de Natación entre los años 2017 y 2025, y dos medallas en el Campeonato Mundial de Natación en Piscina Corta, en los años 2021 y 2022.
Además, obtuvo ocho medallas en el Campeonato Europeo de Natación entre los años 2014 y 2022, y cinco medallas en el Campeonato Europeo de Natación en Piscina Corta, en los años 2017 y 2023.
Estudió el grado de Desarrollo Deportivo y Entrenamiento en la Universidad Plymouth Marjon.

## Palmarés internacional
| Juegos Olímpicos                    | Juegos Olímpicos       | Juegos Olímpicos  | Juegos Olímpicos     |
| Año                                 | Lugar                  | Medalla           | Prueba               |
| ----------------------------------- | ---------------------- | ----------------- | -------------------- |
| 2024                                | París (Francia)        | Medalla de plata  | 50 m libre           |
| Campeonato Mundial                  |                        |                   |                      |
| Año                                 | Lugar                  | Medalla           | Prueba               |
| 2017                                | Budapest (Hungría)     | Medalla de oro    | 50 m mariposa        |
| 2017                                | Budapest (Hungría)     | Medalla de bronce | 50 m libre           |
| 2022                                | Budapest (Hungría)     | Medalla de oro    | 50 m libre           |
| 2023                                | Fukuoka (Japón)        | Medalla de bronce | 50 m libre           |
| 2024                                | Doha (Catar)           | Medalla de bronce | 50 m libre           |
| 2025                                | Singapur (Singapur)    | Medalla de plata  | 50 m libre           |
| Campeonato Mundial en Piscina Corta |                        |                   |                      |
| Año                                 | Lugar                  | Medalla           | Prueba               |
| 2021                                | Abu Dabi (EAU)         | Medalla de oro    | 50 m libre           |
| 2022                                | Melbourne (Australia)  | Medalla de plata  | 50 m libre           |
| Campeonato Europeo                  |                        |                   |                      |
| Año                                 | Lugar                  | Medalla           | Prueba               |
| 2014                                | Berlín (Alemania)      | Medalla de oro    | 4 × 100 m estilos    |
| 2014                                | Berlín (Alemania)      | Medalla de bronce | 50 m mariposa        |
| 2016                                | Londres (Reino Unido)  | Medalla de bronce | 50 m libre           |
| 2016                                | Londres (Reino Unido)  | Medalla de bronce | 50 m mariposa        |
| 2018                                | Glasgow (Reino Unido)  | Medalla de oro    | 50 m libre           |
| 2018                                | Glasgow (Reino Unido)  | Medalla de plata  | 50 m mariposa        |
| 2021                                | Budapest (Hungría)     | Medalla de plata  | 50 m libre           |
| 2022                                | Roma (Italia)          | Medalla de oro    | 50 m libre           |
| Campeonato Europeo en Piscina Corta |                        |                   |                      |
| Año                                 | Lugar                  | Medalla           | Prueba               |
| 2017                                | Copenhague (Dinamarca) | Medalla de plata  | 50 m libre           |
| 2017                                | Copenhague (Dinamarca) | Medalla de bronce | 50 m mariposa        |
| 2023                                | Otopeni (Rumania)      | Medalla de oro    | 50 m libre           |
| 2023                                | Otopeni (Rumania)      | Medalla de oro    | 4 × 50 m libre       |
| 2023                                | Otopeni (Rumania)      | Medalla de oro    | 4 × 50 m libre mixto |